# Алехнович, Глеб Васильевич
Глеб Васи́льевич Алехно́вич (30 октября [11 ноября] 1886, Смоленск, Российская империя — 30 ноября 1918, у села Эртиль, Бобровский уезд, Воронежская губерния, РСФСР) — русский военный лётчик, участник Первой мировой войны.

## Биография
Из дворян Смоленской губернии, православного вероисповедания. Сын офицера, поручика 4-го пехотного Копорского полка, родился в Смоленске.
По окончании в июле 1904 года Полоцкого кадетского корпуса, поступил на военную службу юнкером Константиновского артиллерийского училища (в С.-Петербурге). В 1906 году произведен из портупей-юнкеров в подпоручики и выпущен в 3-ю резервную артиллерийскую бригаду (в Смоленске), переформированную и переименованную в 1910 году в 46-ю артиллерийскую бригаду. Служил младшим офицером батареи, одновременно работал вольнонаёмным преподавателем гимнастики в Смоленском реальном училище. Увлекался авиацией и конструированием планеров. В 1909 году произведен в поручики.
В июне 1910 года, в связи с реорганизацией и упразднением 3-й резервной артиллерийской бригады, поручик Алехнович был переведен в 1-ю артиллерийскую бригаду (Вязьма) и командирован на обучение лётному делу.
В конце 1910 года Алехнович прошёл первоначальное обучение лётному делу в Севастопольском аэроклубе у пилота Станислава Дорожинского. При поступлении в 1911 году в лётную школу в Гатчине поначалу был забракован приёмной комиссией из-за близорукости, однако, несмотря на это, — блестяще выполнил программу полётов на получение звания пилота-авиатора и получил от представителя Международной Воздухоплавательной Федерации соответствующее Удостоверение (Диплом) пилота-авиатора за № 30 от 29 июля 1911 года. Через месяц Г. В. Алехнович участвовал в авиационных состязаниях в Царском Селе, где стал победителем и удостоился приза Императорского Всероссийского аэроклуба. 
В мае 1911 года, на аэроплане «Гаккель-VI» конструкции русского инженера Я. М. Гаккеля, совершил первый в России междугородний перелёт — из аэродрома Гатчины в Царское Село. Затем совершил пять раз подряд перелёт С.-Петербург—Гатчина.
В декабре 1911 года уволился от службы в армии (с зачислением в запас полевой лёгкой артиллерии, по Смоленскому уезду) и стал работать лётчиком-испытателем в авиационном отделе Русско-Балтийского вагонного завода, который возглавлял Игорь Иванович Сикорский. Испытывал самолёты «Русский Витязь», «Илья Муромец». Одновременно Алехнович, без прохождения конкурсных экзаменов ввиду его отличной теоретической подготовки, поступил в Петербургский политехнический институт.
В 1912 году Алехнович на аэроплане «Гаккель-VIII» установил общероссийский рекорд высоты, равный 1350 м, производил опыты полётов в ночное время, приземляясь на освещавшееся поле. Выполнил ряд публичных полётов в городах Курске, Смоленске, Вязьме, Гомеле.
Участник Первой мировой войны. 
В начале войны был призван из запаса на действительную службу, прикомандирован к Авиационному отделу Офицерской воздухоплавательной школы, затем направлен в Эскадру Воздушных Кораблей Императорского военно-воздушного флота и с 12.12.1914 в звании «военный лётчик» назначен командиром воздушного корабля «Илья Муромец-V» (летал также на ВК «Илья Муромец-VI»). Совершил свыше 100 вылетов. Произведен в штабс-капитаны со старшинством с 31 марта 1916 года (ВП от 05.04.1916). В периоды с 24.08.1916 по 17.01.1917 и с 01.04.1917 по 17.11.1917 штабс-капитан Алехнович Глеб Васильевич исполнял должность начальника лётной школы Эскадры Воздушных Кораблей. За отлично-усердную службу и боевые отличия в годы войны был награждён орденами.
В 1917 году установил очередной рекорд — рекорд грузоподъёмности: на своём аэроплане «Илья Муромец» поднял груз в 180 пудов (2948,4 кг).
После Октябрьской революции перешёл на сторону большевиков, оставаясь на службе в Эскадре Воздушных Кораблей. В марте 1918 года добровольно вступил в Красную Армию РСФСР. Организовал на Русско-Балтийском Вагонном заводе сборку «Муромцев» и обучение полётам на них. С начала сентября 1918 года принимал участие в создании «красной» Эскадры Воздушных Кораблей на базе расформированной «царской» Эскадры. Принимал непосредственное участие в боевых действиях «красной» Эскадры.
Погиб в ноябре 1918 года под Воронежем при невыясненных обстоятельствах. По официальной версии — погиб при крушении «Ильи Муромца», совершая перелёт на нём в сложных погодных условиях.
Похоронен в Петрограде на Никольском кладбище Александро-Невской лавры недалеко от могил первых русских лётчиков Л. М. Мациевича, С. И. Уточкина, В. М. Абрамовича.

## Семья
Супруга — Алехнович (Черепнина) Юлия Петровна (1888—1965) — директор Научной библиотеки Академии художеств СССР (1931—1949).

## Награды
- Орден Святого Станислава III степени — «за отлично-усердную службу и труды, понесённые во время военных действий», — (ВП от 10.06.1915 года, стр.43)
- Орден Святой Анны III степени, с мечами и бантом — «за отличия в делах против неприятеля», — (утверждено пожалование НШ ВГК — ВП от 28.11.1915 года, стр.13)
- Орден Святого Владимира IV степени, с мечами и бантом — «за отличия в делах против неприятеля»— (утверждено пожалование НШ ВГК — ВП от 28.11.1915 года, стр.12)
- Орден Святого Станислава II степени, с мечами — «за отличия в делах против неприятеля» — (утверждено пожалование НШ ВГК — ВП от 15.05.1916 года, стр.32)